# Bárður Jákupsson
Bárður Jákupsson (født 23. december 1943) er en færøsk kunstmaler, grafiker og forfatter.
Bárður fødtes i 1943 i Tórshavn som søn af den kendte forfatter Heðin Brú (Hans Jacob Jacobsen) og Katrina Malena Dalsgaard. I 1967 giftede han sig med skuespillerinden Kristin Hervør Lützen fra Gjógv. Ægetparet bor i Hoyvík, og sammen har de sønnerne Róaldur (1974), Sveinur (1976) og Heðin (1980).
Efter sin uddannelse som lærer 1970-1972 studerede han ved maleriskolen på Kunstakademiet i København. Derefter blev han lærer på Føroya Fólkaháskúli, og fra 1978 direktør for Færøernes Kunstmuseum. Han regnes blandt de ivrigste kulturskabende på Færøerne. Hans billeder er koloristiske og ekspressionistiske, og i verden kender man ham for hans arbejde som frimærkekunstner ved Postverk Føroya.
Bárður er kendt for sine vertikale landskabsmalerier, som ofte har et gennemsigtigt, transparent præg, ligesom de også optræder som rene farvetåger. 
Bárður Jákupsson er repræsenteret på kunstmuseer samt i mange private og offentlige samlinger i en række lande. 
Som forfatter skriver han især om Færøernes billedkunst.

## Værker
- Mikines. E. Thomsen, 1990 (255 s., dansk og færøsk, fik M. A. Jacobsens kulturpris i 1991)
- William Heinesen som billedkunstner, i Tårnet midt i verden. 1994
- Thomas Arge. Listasavn Føroya, 1998
- Myndlist í Føroyum. Sprotin, 2000 – ISBN 99918-44-53-8
  - Færøernes Billedkunst. Atlantia, 2000 – ISBN 87-91052-00-9 (dansk udgave, standardværk om emnet. flere billeder i farve)
- Ingálvur av Reyni, vatnlitamyndir. Atlantia, 2001 – ISBN 87-91052-01-7 (dansk og færøsk)